# Borulach (affluente dell'Amga)
Il Borulach è un fiume della Russia siberiana orientale (Sacha-Jacuzia), affluente di sinistra dell'Amga (bacino idrografico della Lena).
Ha origine e scorre lungo la periferia orientale delle Alture della Lena in direzione sud-sud-est; sfocia nell'Amga a 678 km dalla foce. Il suo corso corre parallelo a quello del Munduručču. Il fiume ha una lunghezza di 146 km; l'area del suo bacino è di 1 370 km². Il fiume gela da metà ottobre sino alla seconda metà di maggio.